# Горња Мутница
Горња Мутница је насеље у Србији у општини Параћин у Поморавском округу. Према попису из 2022. било је 467 становника.
Овде се налазе Црква Св. Ђорђа у Горњој Мутници, Запис крушка код цркве (Горња Мутница), Запис Поповића орах (Горња Мутница) и Запис Шутића орах (Горња Мутница).

## Демографија
У насељу Горња Мутница живи 616 пунолетних становника, а просечна старост становништва износи 46,5 година (45,4 код мушкараца и 47,6 код жена). У насељу има 207 домаћинстава, а просечан број чланова по домаћинству је 3,57.
Ово насеље је великим делом насељено Србима (према попису из 2002. године).
|  |

| Демографија | Демографија | Демографија |
| Година      | Становника  | Становника  |
| ----------- | ----------- | ----------- |
| 1948.       | 1.446       |             |
| 1953.       | 1.438       |             |
| 1961.       | 1.366       |             |
| 1971.       | 1.240       |             |
| 1981.       | 1.134       |             |
| 1991.       | 1.093       | 900         |
| 2002.       | 740         | 956         |

| Етнички састав према попису из 2002.‍ | Етнички састав према попису из 2002.‍ | Етнички састав према попису из 2002.‍ | Етнички састав према попису из 2002.‍ | Етнички састав према попису из 2002.‍ |
| ------------------------------------ | ------------------------------------ | ------------------------------------ | ------------------------------------ | ------------------------------------ |
|                                      |                                      |                                      |                                      |                                      |
| Срби                                 | Срби                                 |                                      | 732                                  | 98,91%                               |
| Македонци                            | Македонци                            |                                      | 2                                    | 0,27%                                |
| Роми                                 | Роми                                 |                                      | 1                                    | 0,13%                                |
| Бугари                               | Бугари                               |                                      | 1                                    | 0,13%                                |
| непознато                            | непознато                            |                                      | 4                                    | 0,54%                                |

| Година пописа     | 1948. | 1953. | 1961. | 1971. | 1981. | 1991. | 2002. |
| ----------------- | ----- | ----- | ----- | ----- | ----- | ----- | ----- |
| Број домаћинстава | 270   | 296   | 278   | 262   | 251   | 240   | 207   |

| Број чланова      | 1  | 2  | 3  | 4  | 5  | 6  | 7  | 8 | 9 | 10 и више | Просек |
| ----------------- | -- | -- | -- | -- | -- | -- | -- | - | - | --------- | ------ |
| Број домаћинстава | 38 | 49 | 27 | 21 | 27 | 22 | 14 | 7 | 2 | 0         | 3,57   |

| Пол    | Укупно | Неожењен/Неудата | Ожењен/Удата | Удовац/Удовица | Разведен/Разведена | Непознато |
| ------ | ------ | ---------------- | ------------ | -------------- | ------------------ | --------- |
| Мушки  | 310    | 54               | 213          | 30             | 13                 | 0         |
| Женски | 328    | 43               | 216          | 60             | 6                  | 3         |
| УКУПНО | 638    | 97               | 429          | 90             | 19                 | 3         |

| Пол    | Укупно                    | Пољопривреда, лов и шумарство | Рибарство                            | Вађење руде и камена | Прерађивачка индустрија       |
| ------ | ------------------------- | ----------------------------- | ------------------------------------ | -------------------- | ----------------------------- |
| Мушки  | 172                       | 103                           | 0                                    | 0                    | 49                            |
| Женски | 88                        | 59                            | 0                                    | 0                    | 12                            |
| УКУПНО | 260                       | 162                           | 0                                    | 0                    | 61                            |
| Пол    | Производња и снабдевање   | Грађевинарство                | Трговина                             | Хотели и ресторани   | Саобраћај, складиштење и везе |
| Мушки  | 0                         | 0                             | 6                                    | 1                    | 7                             |
| Женски | 0                         | 1                             | 5                                    | 0                    | 1                             |
| УКУПНО | 0                         | 1                             | 11                                   | 1                    | 8                             |
| Пол    | Финансијско посредовање   | Некретнине                    | Државна управа и одбрана             | Образовање           | Здравствени и социјални рад   |
| Мушки  | 0                         | 0                             | 0                                    | 2                    | 0                             |
| Женски | 0                         | 1                             | 0                                    | 3                    | 4                             |
| УКУПНО | 0                         | 1                             | 0                                    | 5                    | 4                             |
| Пол    | Остале услужне активности | Приватна домаћинства          | Екстериторијалне организације и тела | Непознато            | Непознато                     |
| Мушки  | 1                         | 0                             | 0                                    | 3                    | 3                             |
| Женски | 1                         | 0                             | 0                                    | 1                    | 1                             |
| УКУПНО | 2                         | 0                             | 0                                    | 4                    | 4                             |